# Колларгол
Колларго́л (лат. collargolum) — антисептический препарат.

## Свойства
Колларгол представляет собой зеленовато-чёрные или синевато-чёрные мелкие пластинки с металлическим блеском. Растворим в воде с образованием коллоидного раствора. Содержит 70 % серебра и 30 % защитного белка — натриевые соли протальбиновой и лизальбиновой кислот.

## Получение
При получении колларгола вначале получают оксид серебра по реакции нитрата серебра с гидроксидом натрия:
{\displaystyle {\mathsf {2AgNO_{3}+2NaOH\rightarrow Ag_{2}O+2NaNO_{3}+H_{2}O}}}
Восстановитель получают при гидролизе белка гидроксидом натрия. К этому восстановителю медленно добавляют оксид серебра до его полного растворения. После осаждения осадка действием разбавленной серной кислоты, его промывают водой и переводят в коллоидное состояние, концентрируют и затем сушат в вакууме.

## Применение
Колларгол используется в качестве капель в нос виде 1-2 % растворов. Используется также для нанесения разметки на кожу больного или же для подписи рентгенограмм.